# Gibraltar
Gibraltar je britské zámořské území a město na jižním cípu Pyrenejského poloostrova u Gibraltarského průlivu. Má rozlohu 6,8 km² a na severu hraničí se Španělskem (Campo de Gibraltar). Dominantou území je Gibraltarská skála, na jejímž úpatí se nachází hustě osídlená městská část, kde žije přibližně 33 000 obyvatel (odhad z roku 2022), především Gibraltarců.
V roce 1704 během války o španělské dědictví anglo-holandská vojska porazila Španělsko a dobyla Gibraltar. V roce 1713 bylo území na základě Utrechtské smlouvy postoupeno na věčné časy Velké Británii. Stalo se důležitou základnou královského námořnictva, zejména během napoleonských válek a druhé světové války, protože kontrolovalo úzký vstup a výstup do Středozemního moře, Gibraltarský průliv, který je široký pouze 14,3 km. Tento uzlový bod je stále strategicky důležitý, neboť jím prochází polovina světového námořního obchodu. Gibraltarská ekonomika je založena převážně na cestovním ruchu, online hazardních hrách, finančních službách a bunkrování. Díky jedné z nejnižších nezaměstnaností na světě je největší část pracovní síly tvořena rezidenty Španělska nebo cizinci, zejména v soukromém sektoru.
Svrchovanost Gibraltaru je předmětem sporu anglo-španělských vztahů, protože Španělsko si na toto území činí nárok. V referendu v roce 1967 obyvatelé Gibraltaru drtivou většinou odmítli návrhy na španělskou svrchovanost a v referendu v roce 2002 návrhy na sdílenou svrchovanost. Gibraltar nicméně udržuje se Španělskem úzké hospodářské a kulturní vazby, mnoho Gibraltarčanů hovoří španělsky a také místním dialektem známým jako llanito.
Od brexitu není Gibraltar členem Evropské unie, ale probíhají jednání o jeho účasti na Schengenské dohodě, která by usnadnila pohyb na hranicích mezi Gibraltarem a Španělskem. K březnu 2023 se rozhovory zdály být na mrtvém bodě.

## Název
Název Gibraltar pochází z arabského slova جبل طارق romanizováno Džebel al-Tárik, doslova Tárikova hora, pojmenovaná podle maurského vojevůdce z 8. století Tárika ibn Zijáda.

## Dějiny

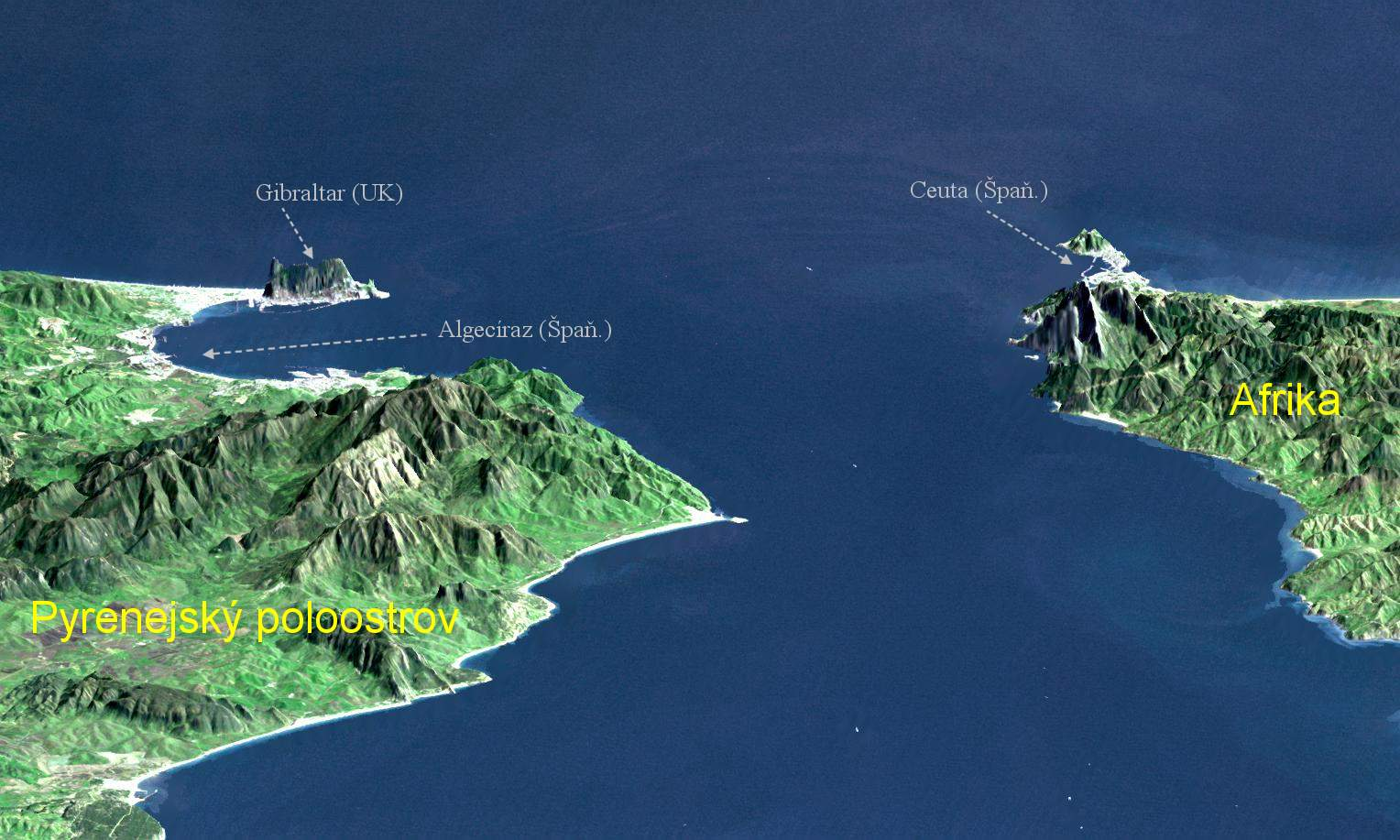
Gibraltarská úžina (NASA)

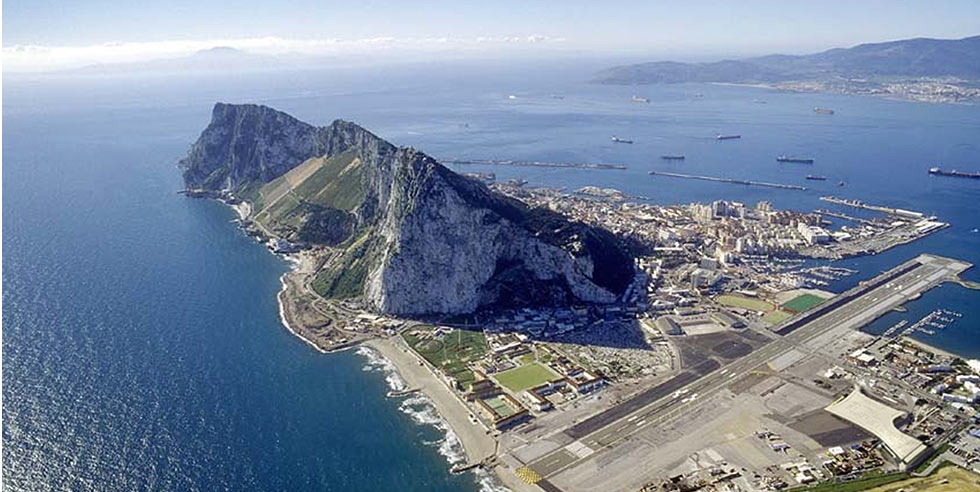
Gibraltarská skála

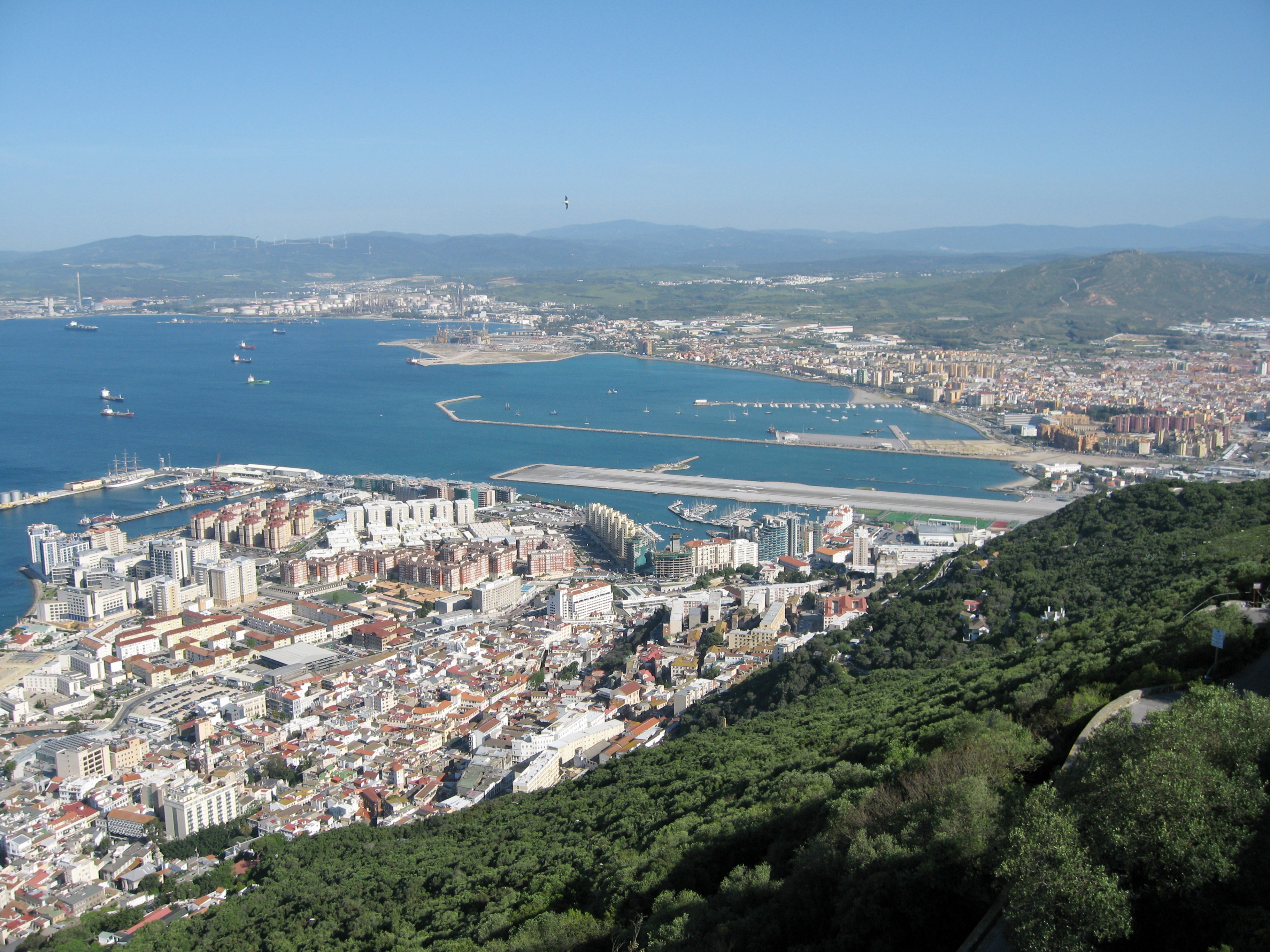
Pohled ze skály

Gibraltarská skála byla obývána už od doby kamenné. Právě zde byla v lomu Forbes roku 1848 objevena první lebka neandrtálce ještě před slavným objevem v německém Neanderthalu. O Gibraltaru se dozvídáme z fénických, kartaginských i římských pramenů (latinské jméno je Calpe). V době stěhování národů odsud odpluli barbarští Vandalové do Afriky. V roce 711 zde přistálo vojsko Arabů a marockých Berberů vedené Tárikem ibn Zijádem, které dobylo křesťanskou vizigótskou říši na poloostrově. Skála byla přejmenována po dobyvateli na Džabal at-Tárik (Tárikova hora či skála), z čehož vznikl zkomolením Gibraltar. Maurové na skále postavili pevnost, z níž se části zachovaly dodnes. Pevnost byla během reconquisty dobyta v roce 1462 kastilským vojskem.[zdroj?]
Během války o španělské dědictví byl v roce 1704 Gibraltar dobyt nizozemsko-britským expedičním sborem vedeným admirálem Georgem Rookem a tento stav byl formalizován v roce 1713 Utrechtskou smlouvou. Španělé zkoušeli Gibraltar několikrát neúspěšně dobýt zpět, za nejtvrdší nápor se považuje takzvané Velké obležení v letech 1779 až 1783 během americké války za nezávislost.[zdroj?]
Za druhé světové války bylo veškeré civilní obyvatelstvo evakuováno a Gibraltar se opět změnil v pevnost a námořní základnu. Odsud Britové ovládali vstup do Středozemního moře a byli schopni zásobovat Maltu a Severní Afriku. 25. září 1940 se stal Gibraltar cílem náletu 83 francouzských letadel, což byla odveta za britské akce v Mers-el-Kébiru a Dakaru. Španělsko uzavřelo za války pevninské přístupy k pevnosti, odmítlo ale umožnit průchod německým jednotkám, které by chtěly pevnost napadnout nebo se na útoku také podílet.
I po válce napjaté vztahy s Frankovým Španělskem pokračovaly. Do roku 1991[zdroj⁠?!] byla na východní straně skály instalována ohromná plechová „střecha“, která sloužila k zachytávání dešťové vody během španělské blokády.[zdroj?]

## Symboly
Gibraltar, závislé území Spojeného království, užívá vedle britských symbolů i své vlastní.

### Vlajka
Gibraltarská vlajka je tvořena listem o poměru stran 1:2 se dvěma pruhy, bílým a červeným, o poměru šířek 2:1. V bílém pruhu je umístěn červený hrad se třemi věžemi. Z hradu visí do červeného pruhu, na žlutém řetězu, žlutý klíč obrácený k žerdi.

### Znak
Gibraltarský znak je tvořen zlatě lemovaným bílo-červeným štítem, v bílém poli je červený hrad se třemi věžemi, z něhož visí, na žlutém řetězu, zlatý klíč, obrácený (heraldicky) vpravo. Pod štítem je zlatá stuha s latinským mottem MONTIS INSIGNIA CALPE (česky Znak hory Calpe).

### Hymna
Gibraltarská hymna (anglicky Gibraltar Anthem) je píseň, jejímž autorem (hudba i text) je Peter Emberley.

## Geografie

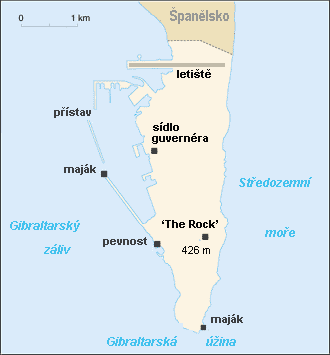
Mapa Gibraltaru

Gibraltar má rozlohu 6,5 km². Hranice se Španělskem je dlouhá 1,2 km, dalších 12 km je pobřeží. Vápencová skála Rock of Gibraltar, na které se Gibraltar rozkládá a která odděluje Gibraltarskou zátoku od Středozemního moře, má v nejvyšším bodě 426 m. Na Gibraltaru není zdroj pitné vody, kromě sběru dešťové vody se dnes k jejímu získání využívá reverzní osmóza. Hustota osídlení činí přes 4200 obyvatel na km². Prostor na Gibraltaru je velmi omezen, takže jediná pevninská silnice na Gibraltar až do roku 2023 křížila dráhu mezinárodního letiště. Tato unikátní křižovatka je řízena běžnými semafory. Nová silnice s tunelem pod letištěm byla otevřena v březnu 2023.
Na Gibraltaru se nachází jediná evropská kolonie opic. Tyto opice, náležící k druhu magot bezocasý (Macaca sylvanus), si místní obyvatelé velmi hýčkají, mimo jiné i kvůli legendě, která tvrdí, že Gibraltar bude britský, dokud zde opice budou žít. Následkem až přehnané péče jsou opice vůči lidem značně drzé.[zdroj?]

## Ekonomika
Gibraltarská ekonomika je založená na turistice, obchodu a finančních službách. Na Gibraltaru je zaregistrováno více firem, než má obyvatel.[zdroj?] Ročně navštíví Gibraltar přes 7 milionů turistů. Gibraltar rovněž vydává svoje vlastní mince a bankovky – gibraltarskou libru, je však možné běžně platit i britskými librami a bez problému eurem, ale vrací svou měnu.[zdroj?]

## Botanická zahrada

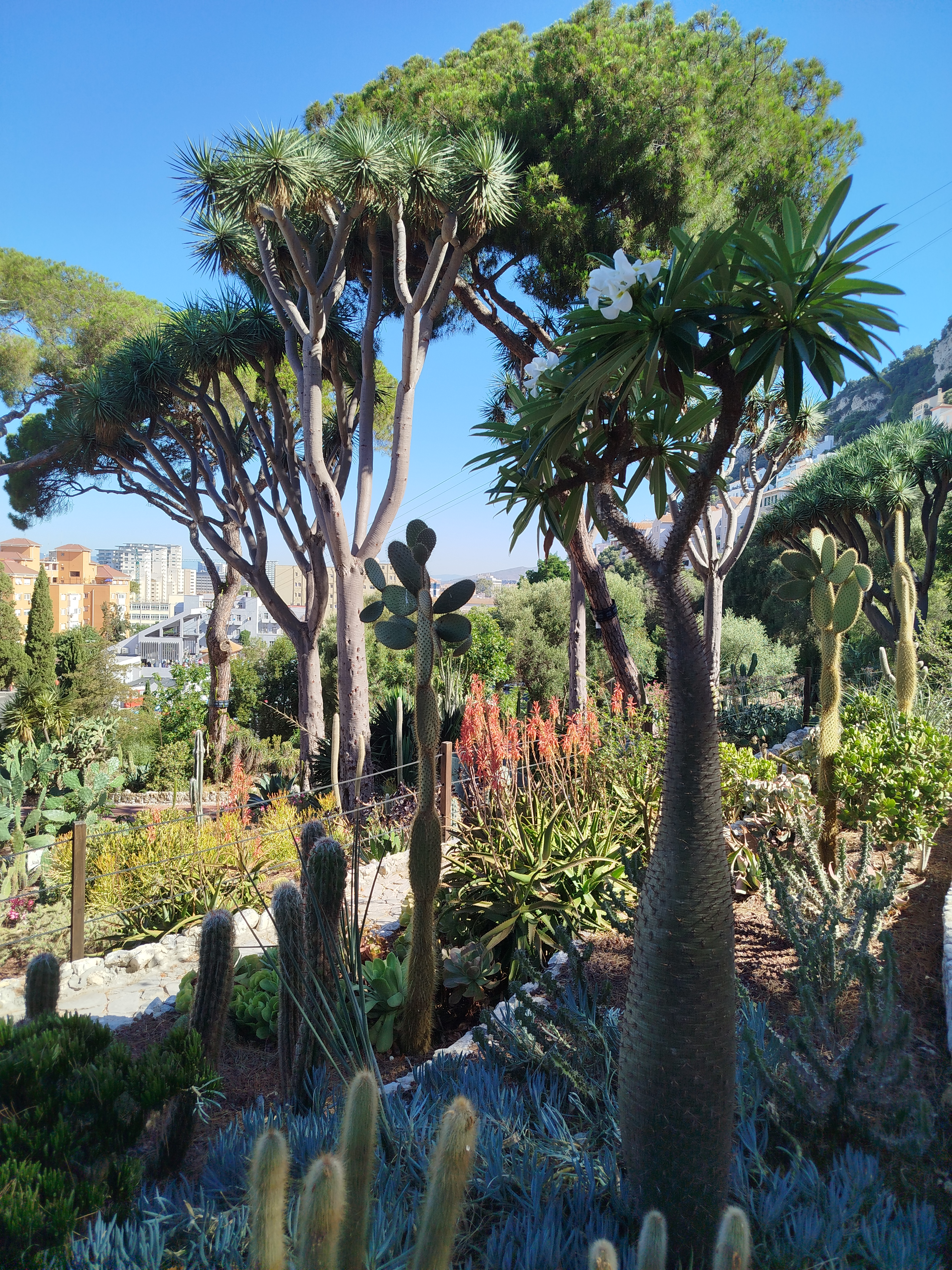
Botanická zahrada Gibraltar

Botanická zahrada Gibraltar se nachází na Gibraltarské skále. Byla založena počátkem 19. století. Je rozdělena podle jednotlivých skupin rostlina na palmovou část, velkou část zahrady tvoří kaktusy a sukulentní rostliny, rostliny Středozemního moře atd. Součástí zahrady je zoologická zahrada. Vstup do botanické zahrady je zdarma a hlavní vchod je od parkoviště u dolní stanice lanovky.